# Tyler, the Creator

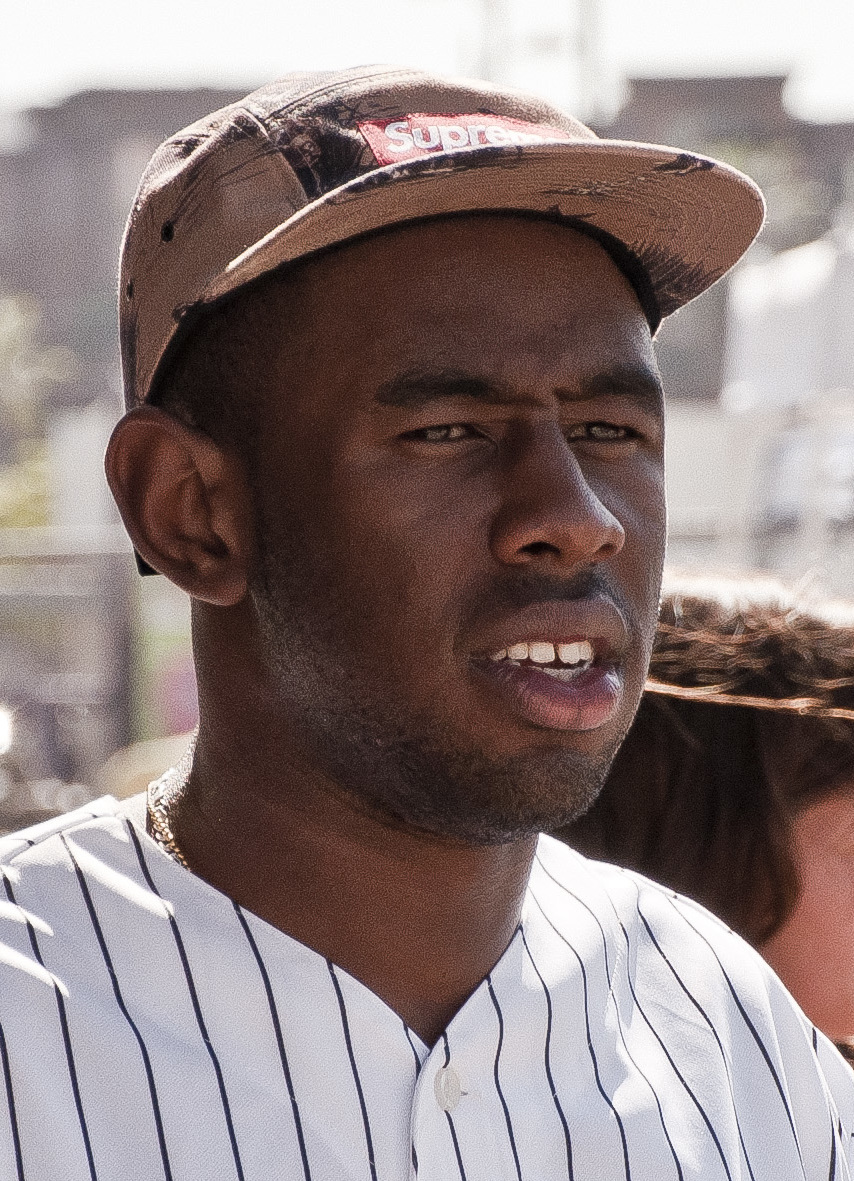
Tyler, The Creator (2012)

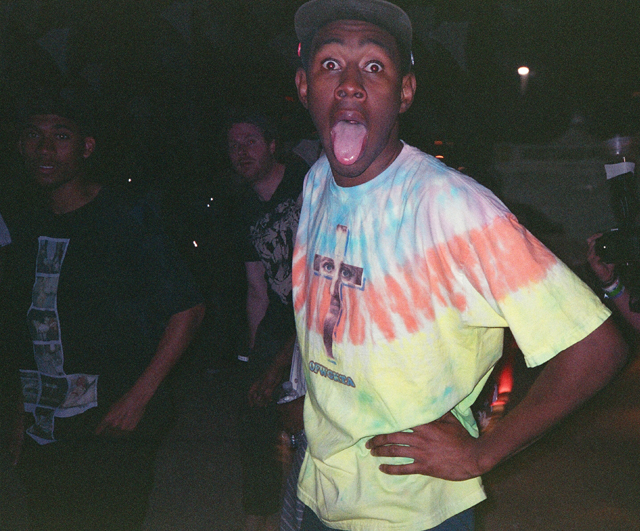
Tyler, The Creator (April 2011)

Tyler, The Creator (* 6. März 1991 in Los Angeles, Kalifornien; bürgerlich: Tyler Gregory Okonma) ist ein US-amerikanischer Musiker und Modedesigner (seit 2011) aus Los Angeles. Außerdem war er Frontmann des alternativen Hip-Hop-Kollektivs Odd Future Wolf Gang Kill Them All (OFWGKTA).

## Werdegang
Tyler besuchte in seinen zwölf Schuljahren zwölf verschiedene Schulen in der Umgebung von Los Angeles. Am 25. Oktober 2009 brachte er sein erstes Mixtape, Bastard, heraus. Der Durchbruch gelang ihm jedoch erst im Februar 2011 mit seinem Video zur Debütsingle Yonkers seines Debütalbums Goblin, das sowohl in den USA als auch in Deutschland und Großbritannien einige Medienaufmerksamkeit bekam; nicht zuletzt deshalb, weil es textlich als rau und beleidigend wahrgenommen wurde. So wurde er aufgrund seiner Äußerungen auf Twitter als homophob bezeichnet, was er jedoch bestritt. Laut eigener Aussage benutze er die Wörter „gay“ (engl. schwul) und „faggot“ (engl. Schwuchtel) nur dazu, um „dumme Scheiße zu beschreiben“. Tyler wurde 2011 als MTV’s Best New Artist ausgezeichnet. Er besitzt sein eigenes Plattenlabel und seine eigene TV-Show auf Cartoon Network. 2019 steuerte er einen Rap zum Album The Risky Sets von Westbam bei.
2014 verwehrten ihm und Odd Future die neuseeländischen Behörden die Einreise mit der Begründung sie seien „eine potentielle Gefahr für die öffentliche Ordnung“. 2015 belegten ihn angeblich (laut seinen eigenen Aussagen) britische Behörden mit einem drei- bis fünfjährigen Einreiseverbot.

### Goblin
Das erste Studioalbum Goblin aus dem Jahr 2011 verkaufte sich in den USA in der ersten Woche knapp 45.000 Mal, und chartete auf Platz 4 der Billboard 200. Auch in Kanada, Irland und Großbritannien erreichte es zumeist Plätze in den Top 50 und erhielt überwiegend gute Kritiken. Textlich dreht es sich meist um seinen Vater, der ihn früh in der Kindheit verließ, oder den Hass auf die Popkultur, z. B. Taylor Swift oder Bruno Mars.

### Wolf
Schon früh im Jahr 2010 erklärte Tyler, dass sein zweites Album den Titel Wolf tragen werde. Seinen Fans bestätigte er 2011 auf Formspring, dass das Album den Titel Wolf trägt und es im Mai 2012 erscheinen solle. Das Album führt die Sitzungen mit Dr. TC fort, seinem fiktiven Therapeuten aus Bastard und dem Nachfolgealbum Goblin. Dr. TC („Therapist Character“) steht für Tylers verschiedene Alter Egos (u. a. Tron Cat, Tylers Conscience) und schon auf dem ersten Album Bastard sagt er: „this is the first of three sessions …“. Das Album soll mehr Beats als Raps enthalten. Tyler sagte in einem Interview, dass ihn Dinge wie Vergewaltigung nicht länger interessieren, er wolle seltsame Hippie-Musik machen und smart über Geld rappen. Außerdem hieß es: „People who want the first album again, I can’t do that. I was 18, broke as fuck. On my third album, I have money and I’m hanging out with my idols. I can’t rap about the same shit.“ Ende 2012 war das Album immer noch nicht erschienen, erst im März 2013 wurde es bei iTunes veröffentlicht.

### Cherry Bomb
Am 9. April 2015 veröffentlichte Tyler den Song Fucking Young auf der offiziellen OFWGKTA-YouTube-Page mit einem dazu gedrehten Musikvideo und einem kurzen Ausschnitt zu einem weiteren neuen Song namens Deathcamp. Tyler gab noch am selben Tag bekannt, dass die beiden Songs auf seinem kommenden Album Cherry Bomb sein werden, das am 13. April 2015 erschien.

### Flower Boy
Am 29. Juni 2017 veröffentlichte Tyler, the Creator in Zusammenarbeit mit ASAP Rocky die Single Who Dat Boy. Kurz darauf erschien die Single 911/Mr. Lonely, auf der Steve Lacy, Frank Ocean, und Anna of the North ebenfalls auftraten. Am 6. Juli 2017 gab er den Titel, die Tracklist, und das Erscheinungsdatum seines vierten Studioalbums, Flower Boy bekannt. Weitere Singles, unter anderem See you again, Boredom und I Ain’t Got Time! erschienen in den darauffolgenden Wochen im Hinblick auf die Erscheinung des Albums. Dieses erschien auf iTunes, Spotify, und anderen Streaming-Diensten.
Der Text des Tracks Garden Shed (z. B. die Zeilen „Garden shed for the garçons / Them feelings that I was guardin’“ [Gartenhäuschen für die Jungen / Die Gefühle, die ich hegte]) führte zu Spekulationen, dass Tyler mit dem Album sein Coming Out als schwul oder bisexuell mache. Dies führte unter anderem zu großem Aufsehen, weil Tylers Kommentare in früheren Jahren als homophob wahrgenommen wurden. Sein darauffolgendes Album, Igor, beschreibt eine Dreiecksbeziehung mit einem Mann, der eine Freundin hat.

### Igor
Das fünfte Album Igor wurde am 17. Mai 2019 veröffentlicht und war gleichzeitig das erste Album von Tyler, das Platz eins der Billboard 200 erreichte. Außerdem bekam er dafür im Jahr darauf bei den Grammy Awards die Auszeichnung für das beste Rap-Album des Jahres.

### Call Me If You Get Lost
Mit seinem sechsten Album Call Me If You Get Lost, das am 25. Juni 2021 erschien, gelang es Tyler ebenfalls die Chartspitze der US-amerikanischen Charts zu belegen und bei den Grammy Awards 2022 die Auszeichnung für das beste Rap-Album zu erhalten.

### Chromakopia
Tylers siebtes Album  Chromakopia, welches am 28. Oktober 2024 veröffentlicht wurde. In diesem Album sind Features von Doechii, Lola Young, Lil Wayne und anderen Künstlern zu finden. Er setzt in diesem Album auf innovative Soundstrukturen und ein überraschendes Genrewechsel. Das Album erreichte nach seiner Veröffentlichung Platz 1 der Billboard 200 Charts. Es stellte zusätzlich einen Spotify-Rekord für das größte Debüt eines Rap-Albums im Jahr 2024 auf.

## Diskografie
Studioalben

| Jahr | Titel Musiklabel                                | Höchstplatzierung, Gesamtwochen, AuszeichnungChartplatzierungen (Jahr, Titel, Musiklabel, Platzierungen, Wochen, Auszeichnungen, Anmerkungen) | Höchstplatzierung, Gesamtwochen, AuszeichnungChartplatzierungen (Jahr, Titel, Musiklabel, Platzierungen, Wochen, Auszeichnungen, Anmerkungen) | Höchstplatzierung, Gesamtwochen, AuszeichnungChartplatzierungen (Jahr, Titel, Musiklabel, Platzierungen, Wochen, Auszeichnungen, Anmerkungen) | Höchstplatzierung, Gesamtwochen, AuszeichnungChartplatzierungen (Jahr, Titel, Musiklabel, Platzierungen, Wochen, Auszeichnungen, Anmerkungen) | Höchstplatzierung, Gesamtwochen, AuszeichnungChartplatzierungen (Jahr, Titel, Musiklabel, Platzierungen, Wochen, Auszeichnungen, Anmerkungen) | Höchstplatzierung, Gesamtwochen, AuszeichnungChartplatzierungen (Jahr, Titel, Musiklabel, Platzierungen, Wochen, Auszeichnungen, Anmerkungen) | Anmerkungen                                                             |
| Jahr | Titel Musiklabel                                | DE | AT | CH | UK | US | R&B | Anmerkungen                                                             |
| ---- | ----------------------------------------------- | --- | --- | --- | --- | --- | --- | ----------------------------------------------------------------------- |
| 2011 | Goblin XL Recordings (XL)                       | DE97 (1 Wo.)DE | — | — | UK21 Silber · (2 Wo.)UK | US5 Gold · (14 Wo.)US | R&B1 (75 Wo.)R&B | Erstveröffentlichung: 6. Mai 2011 Verkäufe: + 607.500                   |
| 2013 | Wolf Odd Future (Sony)                          | DE99 a (1 Wo.)DE | — | — | UK17 Silber · (2 Wo.)UK | US3 Platin · (12 Wo.)US | R&B2 (31 Wo.)R&B | Erstveröffentlichung: 2. April 2013 Verkäufe: + 1.060.000               |
| 2015 | Cherry Bomb Odd Future (Sony)                   | — | — | — | UK16 (1 Wo.)UK | US4 Gold · (5 Wo.)US | R&B1 (11 Wo.)R&B | Erstveröffentlichung: 13. April 2015 Verkäufe: + 500.000                |
| 2017 | Flower Boy Columbia Records (Sony)              | DE66 (1 Wo.)DE | AT57 (1 Wo.)AT | CH40 (2 Wo.)CH | UK9 Gold · (5 Wo.)UK | US2 ×2Doppelplatin · (243 Wo.)US | R&B1 (… Wo.)R&B | Erstveröffentlichung: 21. Juli 2017 Verkäufe: + 2.465.000               |
| 2019 | Igor Columbia Records (Sony)                    | DE29 (4 Wo.)DE | AT7 (9 Wo.)AT | CH14 (23 Wo.)CH | UK4 Platin · (20 Wo.)UK | US1 ×2Doppelplatin · (… Wo.)US | R&B1 (… Wo.)R&B | Erstveröffentlichung: 17. Mai 2019 Verkäufe: + 2.803.500; Grammy (Rap)  |
| 2021 | Call Me If You Get Lost Columbia Records (Sony) | DE10 (6 Wo.)DE | AT6 (4 Wo.)AT | CH4 (5 Wo.)CH | UK4 Gold · (10 Wo.)UK | US1 Platin · (145 Wo.)US | R&B1 (… Wo.)R&B | Erstveröffentlichung: 25. Juni 2021 Verkäufe: + 1.235.000; Grammy (Rap) |
| 2024 | Chromakopia Columbia Records (Sony)             | DE4 (7 Wo.)DE | AT3 (6 Wo.)AT | CH1 (19 Wo.)CH | UK1 Gold · (19 Wo.)UK | US1 Platin · (… Wo.)US | R&B1 (… Wo.)R&B | Erstveröffentlichung: 28. Oktober 2024 Verkäufe: + 1.187.500            |
| 2025 | Don’t Tap the Glass Columbia Records (Sony)     | DE4 (… Wo.)DE | — | — | — | — | — | Erstveröffentlichung: 21. Juli 2025                                     |

## Auszeichnungen und Nominierungen
- 2011: MTV Video Music Awards – Best New Artist (Gewonnen)
- 2011: MTV Video Music Awards – Video of the Year – Yonkers (Nominiert)
- 2019: Wall Street Journal – Music Innovator of the Year (Gewonnen)
- 2020: Grammy Awards – Best Rap Album (Gewonnen)
- 2020: Brit Awards – International Male Solo Artist (Gewonnen)
- 2022: Grammy Awards – Best Rap Album (Gewonnen)